# シェフは名探偵
『シェフは名探偵』（シェフはめいたんてい、仏: Chef est un détective）は、テレビ東京系列「ドラマプレミア23」枠で、2021年5月31日から8月2日まで毎週月曜日の23時06分 - 23時55分に放送されていたテレビドラマ。主演は西島秀俊。原作は近藤史恵による『タルト・タタンの夢』、『ヴァン・ショーをあなたに』、『マカロンはマカロン』。全9話。
「ドラマプレミア23」の第2弾。西島主演の同局グルメドラマは『きのう何食べた?』以来である。
1話につき2つの原作エピソードが紹介されるよう、物語が再構築されている。

## あらすじ
三舟忍は本場仕込みのフレンチ・シェフで、「ビストロ・パ・マル」の料理長を務める。客の好みに合わせた極上の料理を提供しながら、持ち前の洞察力と推理力でお節介を焼いてしまうことも珍しくない。そんな時は「ちょっといいですか?」と声をかけ、ワインを温めたヴァン・ショーをふるまいながら客が抱える様々な悩みやトラブルを、その場で優しく鮮やかに解き明かし、再びの笑顔につなげていく。

## キャスト

### 『ビストロ・パ・マル』
渋谷区千駄ヶ谷大通り商店街の片隅（渋谷区千駄ヶ谷1-34-10）にある小さなフレンチレストラン。
三舟忍（みふね しのぶ）
演 - 西島秀俊（17歳時：山下夕越、11歳時：平野虎冴）
シェフ（料理長）。洞察力と推理力に優れる料理人。お節介焼き。
志村洋二（しむら ようじ）
演 - 神尾佑
スーシェフ（副料理長）。高級ホテルのメインダイニングで働いていたが三舟を慕い、「パ・マル」開店時に移籍する。
金子ゆき（かねこ ゆき）
演 - 石井杏奈
ソムリエ。ワイン好きが高じてOLを辞めソムリエとなる。商店街の俳句同好会に所属する。同性愛者。
高築智行（たかつき ともゆき）〈29 → 30 〉
演 - 濱田岳
ギャルソン。製薬会社をリストラされるが、記憶力の良さを三舟に買われギャルソンの仕事に誘われる。
小倉大輔（おぐら だいすけ）
演 - 佐藤寛太（劇団EXILE）
「パ・マル」の若きオーナー。「パ・マル」以外にもパン屋「ア・ポア・ルージュ」など多数の飲食店を手掛けるやり手実業家。

### その他
上原美里（うえはら みさと）
演 - 橋本マナミ
探偵。三舟がフランス修行中に失踪した彼の父・英雄を捜索し、捜し当てる。
安倍美花（あべ みか）
演 - 奥貫薫（第8話 - 最終話）
三舟の父・英雄の代理人を名乗る女性。自然食品店「AB(エービー）」の経営者。元パン職人。乳製品アレルギーの体質。

### ゲスト

#### 第1話
- 川出恵子（鶴岡の妹） - 井上小百合[6]（幼少期：宮地美然）
- 鶴岡正（「ノンブル・プルミエ」のショコラティエ） - 玉置玲央[6] （幼少期：加藤瑛斗）
- 鶴岡幸子（恵子・正の母） - 桜まゆみ
- 粕屋孝一（偏食の激しい常連客） - 奥田洋平[6]
- 桶谷百合子（粕屋の秘書・愛人） - 冨手麻妙[6]
- 粕屋久美（粕谷の妻） - 藤田記子

#### 第2話
- 寺門小雪（北海道在住の人気エッセイスト） - 松本若菜[7]
- 御木本遥（「パ・マル」の常連客・出版社社員） - 浅野千鶴
- アンリ（寺門のパリ在住時代の恋人）- ド・ランクザン望
- 熊井 (「パ・マル」の食材納入業者） - 小野ゆたか
- 草野（「パ・マル」の食材納入業者） - 秀光
- 原杏子（圭一からプロポーズを受ける女性） - 山下リオ[7]
- 大島圭一（杏子にプロポーズする男性） - 西尾友樹
- 坂本[注釈 4]（杏子の元婚約者・圭一の後輩） - 柳谷一成
- 西村（圭一の恩師） - 大久保運

#### 第3話
- 志村麻美（シャンソン歌手・スーシェフ志村の妻） - シルビア・グラブ[7]
- ティエリー（スーシェフ志村がリヨン修業時代に住んでいたアパートの大家の息子） - Evan De Sousa
- アコーディオン奏者（「パ・マル」3周年記パーティーのアコーディオン奏者） - 安西はぢめ
- 新城鈴加（三舟のブイヤベースに惚れ込んだ常連客） - 映美くらら[7]
- 園田拓海（レストラン「シェ・ミナ」のオーナー） - 西原誠吾

#### 第4話
- 南野謙介〈27〉（「ル・ヴァンテアン」を出店したオーナーシェフ・三舟の後輩料理人） - 青柳翔[8]
- 松平（ヴィーガン食をオーダーする予約客・「ル・ヴァンテアン」の出資者の娘） - 土居志央梨
- 塚本（松平と一緒に「パ・マル」に来店した友人） - 梶原ひかり
- 羽田野鈴子（レストラン経営者・三舟がリヨン時代に同じ店で修行していた元料理人） - 澤田育子
- 岸部彩香（羽田野のレストラン「カミオネット」のパティシェール）- イシヅカユウ[8]
- 岸部の先輩（大帝国ホテル勤務時の岸部の先輩） - ヨネヤマサトシ
- 岸部の父 - 原元太仁

#### 第5話
- 館野（「パ・マル」の元常連客） - 占部房子
- 隅川（館野の交際相手・高校の生物教師） - 瓜生和成
- 冬樹（館野のひとり息子） - 上矢晴太
- 脇田（「パ・マル」の常連客） - 利重剛[8]
- 由美子（家出をした脇田の妻）- 洞口依子[8]
- サチ（オーナー小倉の元交際相手） - めがね（渡邉みな）
- サチの友人（サチと一緒に「パ・マル」に来店した女性）  - 佐々木ゆき

#### 第6話
- 西田（「パ・マル」の常連客・画廊の若きオーナー） - 新納慎也[8]
- 串本法子（西田の婚約者・「プロメテウス少女歌劇団」の人気男役 北斗なつみ）- 真飛聖[8]
- マキコ（北斗なつみの熱狂的なファン） - 辻凪子
- 川本淳吾[注釈 5]（三舟がフランス修業時代に知り合った日本人） - 尾上寛之
- ミリアムおばあちゃん（ドミトリーの女主人[注釈 6]・三舟にヴァン・ショーのレシピを伝授した人物） - Myrta
- ミリアムおばあちゃんの娘婿（ミリアムおばあちゃんの日本人の義理の息子） - 池田光輝
- 高築の母（石川県から息子を訪ねこっそり上京した高築の母） - 柿丸美智恵

#### 第7話
- 山下嗣麻子（「パ・マル」に高級ワインを持ち込むお嬢様） - 宮下かな子[5]
- 遥香（嗣麻子の幼なじみ） - 鞘師里保[5]
- 粟島（「パ・マル」を予約した若者グループの男性） - 足立英[9]
- ユキヨ（「パ・マル」で若者グループから誕生日を祝われる女性） - 仁科かりん
- 若者グループ - 筒井のどか、内山紘太朗
- 平体（嗣麻子の運転手） - 松永大輔
- 緒方（着付け教室の先生・亜子の姑） - 熊谷真実[5]
- 亜子（緒方の息子の嫁・妊婦） - 村上穂乃果
- 福岡（タルタルステーキをメニューに載せてほしいと「パ・マル」に要望した予約客・亜子の親友） - 異儀田夏葉
- 産婦人科医（亜子を診察する女医） - 夏野まあや
- スーシェフ志村の故郷の水害を報道するニュースキャスター - 中垣正太郎（声の出演）

#### 第8話
- 大野和真[注釈 7]（イタリア文学研究者・東京国際文理大学 講師） - 山本耕史[5]
- ジュリー（大野が渡仏中に知り合った女性パン職人） - マエヴァ・D
- 中江梓（パン屋「ア・ポア・ルージュ」の副店長） - さとうほなみ[5]　（幼少期：浦田憩）
- 斎木久美（パン屋「ア・ポア・ルージュ」の店長） - 近藤笑菜
- 梓の両親（パン屋「ブラン」の経営者） - たんじだいご、畠山明子

#### 最終話
- 三舟英雄（三舟の父・元フランス料理人・秩父の無農薬農家） - 吉澤健[5]　（若い頃：海老根理）
- 安倍（美花の父・フランス料理人・故人） - 生津徹

## スタッフ
- 原作 - 近藤史恵『タルト・タタンの夢』、『ヴァン・ショーをあなたに』、『マカロンはマカロン』（創元推理文庫刊）
- チーフ監督 - 木村ひさし
- 監督 - 瀧悠輔、向井澄
- 脚本 - 田中眞一、西条みつとし
- オープニング - all at once「マカロン」（Being）[10]
- 主題歌 - mihoro*「ミヤコワスレ」(ビクターエンターテインメント)[11]
- 音楽 - 末廣健一郎、田ノ岡三郎
- 料理監修 - 小川奈々
- 調理所作 - 山田民雄、今井快
- ソムリエ指導 - 稲岡美里
- チョコレート監修 - 並木麻輝子
- 技術協力 - アップサイド、池田屋
- ポスプロ - 角川大映スタジオ
- 美術協力 - フジアール
- チーフプロデューサー - 阿部真士（テレビ東京）
- プロデューサー - 滝山直史（テレビ東京）、長谷川晴彦（KADOKAWA）、平体雄二（スタジオブルー）
- 制作 - テレビ東京、スタジオブルー
- 製作著作 - 『シェフは名探偵』製作委員会

## 放送日程
| 話数   | 放送日  | ラテ欄                                                    | 原作                                                                | 監督       | 脚本         |
| ------ | ------- | --------------------------------------------------------- | ------------------------------------------------------------------- | ---------- | ------------ |
| 第1話  | 5月31日 | 空腹と心を満たす謎解きレシピ!? チョコの秘密と別れの手料理 | 「割り切れないチョコレート」 「ロニョン・ド・ボーの決意」           | 木村ひさし | 田中眞一     |
| 第2話  | 6月14日 | 消えた恋人! 最低なガチョウと透明な氷に秘めたメッセージ!?  | 「ぬけがらのカスレ」 「氷姫」                                       | 木村ひさし | 田中眞一     |
| 第3話  | 6月21日 | 吹き荒れる恋の嵐! ハート射抜く魚介鍋と王様ゲームの秘密!   | 「マドモワゼル・ブイヤベースにご用心」 「ガレット・デ・ロワの秘密」 | 木村ひさし | 田中眞一     |
| 第4話  | 6月28日 | 激突するプライド! 料理に仕掛けた背徳の罠とマカロンの秘密  | 「憂さばらしのピストゥ」 「マカロンはマカロン」                     | 瀧悠輔     | 西条みつとし |
| 第5話  | 7月05日 | 息子が豚足で再婚を後押し!? 絶品ジャム&フォアグラ離婚危機  | 「共犯のピエ・ド・コション」 「オッソ・イラティをめぐる不和」       | 向井澄     | 西条みつとし |
| 第6話  | 7月12日 | 手料理の完全犯罪!? 逆さまのタルトタタンが暴く衝撃の犯人!  | 「タルト・タタンの夢」 「ヴァン・ショーをあなたに」                 | 瀧悠輔     | 西条みつとし |
| 第7話  | 7月19日 | 高級ワインで詐欺!? 男を巡る愛憎…妊婦を襲うタルタルの罠!?  | 「ヴィンテージワインと友情」 「タルタルステーキの罠」               | 瀧悠輔     | 西条みつとし |
| 第8話  | 7月26日 | 突然消えたパン職人 全世界にSOS!? 届け愛の告白と涙の真実   | 「ムッシュ・パピヨンに伝言を」 「ブーランジュリーのメロンパン」     | 木村ひさし | 田中眞一     |
| 最終話 | 8月02日 | 失踪した父と再会!? 壊れたスツールと伝統鍋料理が起こす奇跡 | 「コウノトリが運ぶもの」                                            | 木村ひさし | 田中眞一     |

- 初回、第2話は5分拡大（ - 翌0:00）
- 6月7日は全仏オープン中継により放送時間が遅れる可能性があったため、「シェフは名探偵～ビストロ・パ・マルの裏側、全部見せますSP!」を放送[13]。

## 放送局
| 放送期間                   | 放送日時                     | 放送局         | 対象地域       | 備考1        | 備考2      |
| -------------------------- | ---------------------------- | -------------- | -------------- | ------------ | ---------- |
| 2021年05月31日 - 08月02日  | 月曜 23:06 - 23:55           | テレビ東京     | 関東広域圏     | 製作局       |            |
| 2021年05月31日 - 08月02日  | 月曜 23:06 - 23:55           | テレビ大阪     | 大阪府         |              |            |
| 2021年05月31日 - 08月02日  | 月曜 23:06 - 23:55           | テレビ愛知     | 愛知県         |              |            |
| 2021年05月31日 - 08月02日  | 月曜 23:06 - 23:55           | テレビ北海道   | 北海道         |              |            |
| 2021年05月31日 - 08月02日  | 月曜 23:06 - 23:55           | テレビせとうち | 岡山県・香川県 |              |            |
| 2021年05月31日 - 08月02日  | 月曜 23:06 - 23:55           | TVQ九州放送    | 福岡県         |              |            |
| 2021年05月31日 - 08月02日  | 月曜 23:06 - 23:55           | 岐阜放送       | 岐阜県         | 独立局       |            |
| 2021年05月31日 - 08月02日  | 月曜 23:06 - 23:55           | びわ湖放送     | 滋賀県         | 独立局       | [ 注釈 8 ] |
| 2021年05月31日 - 08月02日  | 月曜 23:06 - 23:55           | 奈良テレビ     | 奈良県         | 独立局       |            |
| 2021年05月31日 - 08月02日  | 月曜 23:06 - 23:55           | テレビ和歌山   | 和歌山県       | 独立局       |            |
| 2021年07月02日 - 09月03日0 | 金曜 1:00 - 1:55（木曜深夜） | 日本海テレビ   | 鳥取県・島根県 | 日本テレビ系 |            |
| 2021年07月30日 - 09月24日  | 金曜 1:05 - 1:59（木曜深夜） | 静岡放送       | 静岡県         | TBS系        |            |

## スピンオフドラマ
『ソムリエは迷探偵』（ソムリエはめいたんてい）のタイトルで、動画配信サービスParaviにて本編の『シェフは名探偵』各話放送終了後に配信。石井杏奈が演じるソムリエの金子ゆきが主人公。濱田岳が演じるギャルソンの高築智行が「ビストロ・パ・マル」にやってくる前に起こった「怪文章の謎解き」を中心に物語が展開し、劇中に登場する料理のレシピが解説された。

### 登場人物（スピンオフドラマ）
- 金子ゆき - 石井杏奈
- 小倉大輔 - 佐藤寛太（第3話 - 最終話）
- 志村洋二 - 神尾佑
- 高築智行 - 濱田岳
- 三舟忍 - 西島秀俊

### ゲスト（スピンオフドラマ）
第4話
- 熊井 - 小野ゆたか（第5話・第6話）

第5話
- サチ - めがね（渡邉みな） （第7話）

第8話
- 謎の女性 - 松野井雅

### スタッフ（スピンオフドラマ）
- 原作 - 近藤史恵『タルト・タタンの夢』、『ヴァン・ショーをあなたに』、『マカロンはマカロン』（創元推理文庫刊）
- 監督 - 高橋名月、向井澄
- 脚本 - 高橋名月、山咲藍
- チーフプロデューサー - 阿部真士（テレビ東京）
- プロデューサー - 滝山直史（テレビ東京）、長谷川晴彦（KADOKAWA）、平体雄二（スタジオブルー）
- 制作 - テレビ東京、スタジオブルー
- 製作著作 - 『シェフは名探偵』製作委員会

### 配信日程
| 話数   | 配信日  | 脚本     | 監督     |
| ------ | ------- | -------- | -------- |
| 第1話  | 6月01日 | 高橋名月 | 高橋名月 |
| 第2話  | 6月15日 | 高橋名月 | 高橋名月 |
| 第3話  | 6月21日 | 山咲藍   | 向井澄   |
| 第4話  | 6月28日 | 山咲藍   | 向井澄   |
| 第5話  | 7月05日 | 高橋名月 | 高橋名月 |
| 第6話  | 7月12日 | 高橋名月 | 高橋名月 |
| 第7話  | 7月19日 | 山咲藍   | 向井澄   |
| 第8話  | 7月26日 | 山咲藍   | 向井澄   |
| 最終話 | 8月02日 | 高橋名月 | 高橋名月 |

## 関連商品
映像商品
『シェフは名探偵 DVD-BOX』・『シェフは名探偵 Blu-ray BOX』
販売元：TCエンタテインメント、発売：2021年12月8日
CD
『シェフは名探偵』オリジナル・サウンドトラック
販売元：ワンミュージックレコード、発売：2021年07月19日
サウンドトラックCD。
書籍
小川奈々『ビストロ・パ・マルのレシピ帖』
出版元：東京創元社、発売：2021年7月29日、ISBN 978-4-488-02843-5
公式レシピ本。ドラマの料理監修者が原作およびドラマ内に登場するフランス料理を家庭でも再現できるようにレシピ化。